# Municipio de Niagara
El municipio de Niagara (en inglés: Niagara Township) es un municipio ubicado en el condado de Grand Forks en el estado estadounidense de Dakota del Norte. En el año 2010 tenía una población de 72 habitantes y una densidad poblacional de 0,79 personas por km².

## Geografía
El municipio de Niagara se encuentra ubicado en las coordenadas 47°58′16″N 97°47′43″O / 47.97111, -97.79528. Según la Oficina del Censo de los Estados Unidos, el municipio tiene una superficie total de 91.19 km², de la cual 91,06 km² corresponden a tierra firme y (0,14 %) 0,13 km² es agua.

## Demografía
Según el censo de 2010, había 72 personas residiendo en el municipio de Niagara. La densidad de población era de 0,79 hab./km². De los 72 habitantes, el municipio de Niagara estaba compuesto por el 93,06 % blancos, el 6,94 % eran amerindios. Del total de la población el 1,39 % eran hispanos o latinos de cualquier raza.